# Sala w Wieży Zygmunta III na Wawelu
Sala w wieży Zygmunta III – jedno z pomieszczeń Zamku Królewskiego na Wawelu, wchodzące w skład ekspozycji Skarbca Koronnego na Wawelu. 
Eksponowane są tu przedmioty związane z królem Janem III Sobieskim: płaszcz kawalera orderu świętego Ducha oraz kapelusz i miecz ofiarowany królowi przez  Innocentego XI.